# Erigorgus apollinis
Erigorgus apollinis là một loài tò vò trong họ Ichneumonidae.